# Erich-Hans Kaden
Erich-Hans Kaden (* 24. April 1898 in Hochheim am Main; † 13. Januar 1973 in Genf) war ein deutscher Rechtsgelehrter, der 46 Jahre lang an der Universität Genf lehrte.

## Leben
Kaden, Sohn eines Sektfabrikanten, studierte Rechtswissenschaften an der Universität Gießen als Schüler von Otto Eger. Wie dieser wurde er während seines Studiums in Gießen 1918/19 Mitglied der Studentenverbindung Akademische Gesellschaft Das Kloster. Nach der Promotion in Gießen 1922 und der Habilitation in Heidelberg 1924, wo er kurze Zeit als Privatdozent lehrte, wurde er schon 1925 als außerordentlicher Professor für deutsches Zivilrecht an die Universität Genf berufen. 1931 folgte die Bestellung als ordentlicher Professor für Römisches Recht.
1930 stellte Kaden die rechtsvergleichende Literatur auf dem Gebiete des Zivilrechts in einer umfassenden Bibliografie zusammen, die sämtliche von 1870 bis 1930 in Zentral- und Westeuropa sowie den USA erschienenen Monografien und Zeitschriftenaufsätze umfasste und etwa 4000 Titel enthielt.
Kaden wendete sich 1924 zusammen mit Max Springer vehement gegen eine deutsch-französische Verständigung in dieser Nachkriegszeit. Zur französischen Kulturpolitik schrieb er:
Sie will die deutsche Kultur verdrängen und an deren Stelle die französische Kultur setzen ... (Sie ist) ein Mittel zur gesteigerten politischen Machtentfaltung ... Fortführung des Krieges mit anderen Mitteln.
Kaden veröffentlichte in mehreren Sprachen auf dem Gebiet des Römischen Rechts, der Rechtsgeschichte und der Rechtsvergleichung. Er las in Genf deutsches Zivilrecht in deutscher und Römisches Recht in französischer Sprache. Der von ihm kontinuierlich vertretenen Lehre des deutschen Rechts ist es zu verdanken, dass der Lehrbetrieb für deutsche Studenten selbst während des Zweiten Weltkriegs aufrechterhalten werden konnte.
Er blieb der Lehre über seine Emeritierung hinaus bis zu seinem Lebensende verbunden und hielt erst im Wintersemester 1971/72 seine letzte Vorlesung.

## Ehrungen
- 1968: Großes Verdienstkreuz der Bundesrepublik Deutschland

## Werke
- Ein Beitrag zur Lehre der bedingten Novation - 1922
- Le Séquestre des entreprises ennemies, son caractère général en Allemagne et en France, et spécialement le controle du séquestre allemand, Berlin: Vahlen, 1923
- mit Max Springer: Der politische Charakter der französischen Kulturpropaganda am Rhein. F. Vahlen, Berlin 1923
- Zum Begriff der Residenz in Art. 296 des Versailler Vertrags. Gießen Brühl'sche Universitäts-Buchdruckerei 1924
- Die privatrechtliche internationale Schiedsgerichtsbarkeit in ihrer jüngsten Entwicklung, 1924
- Privatrecht des Friedensvertrages. Ferd. Hirth, Breslau 1925
- Code civil: Frankreich. Mit Übersetzung, Einleitung und Anmerkungen Karl August Heinsheimer, Martin Wolff, Erich Hans Kaden, Walther Merk, Max Gutzwiller, Max Illch, Gustav Schwartz. Mannheim 1928
- Bibliographie der rechtsvergleichenden Literatur des Zivil- und Handelsrechts in Zentral- und Westeuropa und in den Vereinigten Staaten von Amerika 1870-1928 Berlin: Vahlen 1930; unveränderter Nachdruck Glashütten: Auvermann, 1972
- Die Edikte gegen die Manichäer von Diokletian bis Justinian, in: Festschrift Hans Lewald: bei Vollendung des 40. Amtsjahres als Ordentlicher Professor im Oktober 1953. Basel: Helbing & Lichtenhahn, 1953.
- Le jurisconsulte Germain Colladon, ami de Jean Calvin et de Théodore de Bèze, Genève: Georg, 1974